# 何宏军
何宏军（1961年8月—），陕西洋县人，中共中央委员，现任中央军委政治工作部常务副主任（正战区职），中国人民解放军陆军上将，中共十九大代表，第十三届全国人大代表。

## 生平
何宏军曾任新疆军区某师政委。2012年12月任青海省军区政治部主任。2014年，任中国人民解放军总政治部干部部副部长兼老干部局局长。2017年，任中央军委政治工作部主任助理，同时兼任国务院军队转业干部安置工作小组副组长。2018年2月24日，当选为第十三届全国人大代表。2019年4月升任中央军委政治工作部副主任。2024年7月明确为中央军委政治工作部常务副主任（正战区职）。
2013年7月晋升少将军衔。2019年12月晋升中将军衔。2024年7月晋升上将军衔。